# Беллинцона (кантон)

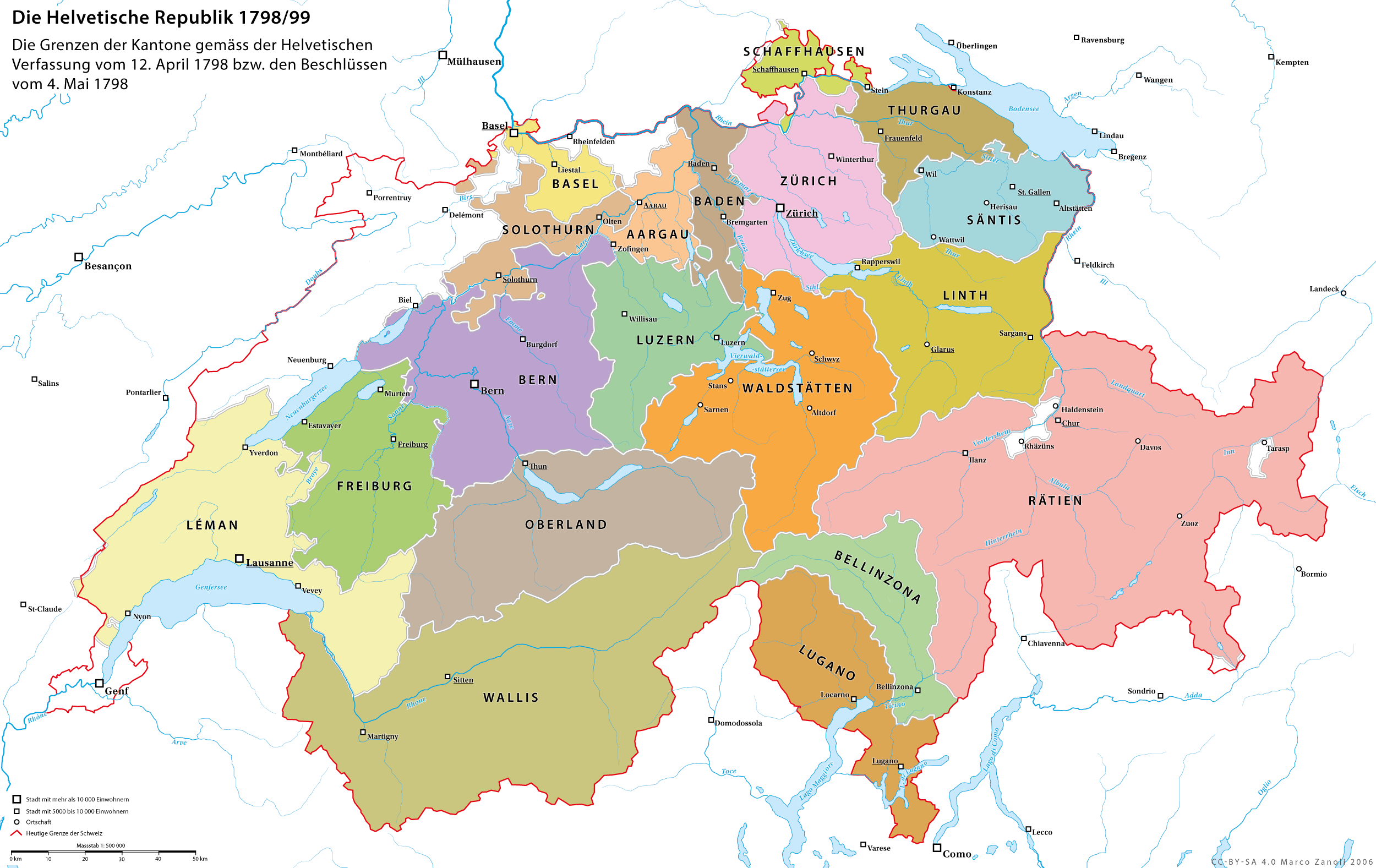
Карта Гельветской Республики

Беллинцона (итал. Cantone di Bellinzona) — итальянский кантон Гельветской республики.
Столица его располагалась в одноимённом городе.
Создан кантон был в 1798 году под лозунгом liberi e svizzer с целью присоединения к Цизальпинской республике, но в 1803 году был объединён с кантоном Лугано в кантон Тичино, существующий до настоящего времени.